# Michael Erlewine
Michael Erlewine (* 18. července 1941 Lancaster, Pensylvánie, USA) je americký hudebník, astrolog, fotograf, televizní moderátor a podnikatel, který v roce 1991 založil internetovou hudební encyklopedii AllMusic.

## Život
Michael Erlewine se věnoval několika kariérám. Jak hudebník byl na konci padesátých a začátkem šedesátých let aktivní na michiganské folkové scéně. V roce 1961 cestoval autostopem s Bobem Dylanem a procestoval Greenwich Village, Venice a San Francisco. Se svým bratrem Danem založil skupinu The Prime Movers, která pravidelně vystupovala v Chicagu. Jedním z jejích bubeníků byl tehdy osmnáctiletý Iggy Pop (James Osterberg). Právě v The Prime Movers získal svoji přezdívku „Iggy“, protože předtím hrál v kapele The Iguanas.
V roce 1977 Erlewine založil společnost Matrix Software. Stal se tak prvním člověkem, který na mikropočítačích tvořil programy pro astrology. Je autorem více než čtyřiceti astrologických knih.
V devadesátých letech Erlewine založil All Music Guide (allmusic.com), All Movie Guide (allmovie.com) a All Game Guide (allgame.com).
V současné době Erlewine žije se svou manželkou v Big Rapids v Michiganu. Mají spolu čtyři děti. Je strýcem hudebního kritika Stephena Thomase Erlewinea.